# Torenia scandens
Torenia scandens är en tvåhjärtbladig växtart som beskrevs av Bonati. Torenia scandens ingår i släktet Torenia och familjen Linderniaceae. Inga underarter finns listade i Catalogue of Life.